# There Must Be More to Life Than This
There Must Be More To Life Than This è un brano musicale composto fra il 1982 e il 1983 da Michael Jackson e Freddie Mercury, e fu il frutto di una breve collaborazione tra i due cantanti.
La canzone, che può essere definita una ballata, venne inserita nel primo album solistico di Mercury, Mr. Bad Guy pubblicato nel 1985,   senza le parti vocali di Michael Jackson. Fu inizialmente concepita per essere inclusa nell'album Hot Space dei Queen, così come Love Me Like There's No Tomorrow. Il duetto tra Michael Jackson e Freddie Mercury è stato pubblicato il 10 novembre 2014 nella raccolta Queen Forever. La traccia vocale di Jackson - una vera e propria demo - si era resa disponibile in rete, attraverso svariati siti di streaming.